# Kazimíra Anhaltsko-Desavská
Kazimíra Anhaltsko-Desavská (19. ledna 1749, Dessau – 8. listopadu 1778, Detmold) byla princezna z Anhalt-Dessau a manželstvím i hraběnka z Lippe-Detmold.

## Rodina a potomci
Kazimíra Anhaltsko-Desavská byla čtvrtou a třetí přeživší dcerou Leopolda II. Maxmiliána (1700–1751) a jeho manželky, šlechtičny Gisely Anežky Anhaltsko-Köthenské (1722–1751). Leopold měl celkem sedm dětí, z nichž šest se jich dožilo dospělosti. Kazimíra byla předposlední, tedy šesté dítě. Dvě z jejích sester, Henrietta Kateřina Agnes a Marie Leopoldina se dožily dospělosti, Luisa zemřela ve věku jednoho roku. Právě s Henriettou Kateřinou Agnes měla Kazimíra velmi blízký vztah a po tom, co se Kazimíra vdala a odstěhovala se do Detmoldu, Henrietta ji tam následovala. Mimo jiné vedly i rozsáhlou korespondenci.
Prarodiči Kazimíry z otcovy strany byli Anna Luisa Föhsová, neurozená manželka Leopolda I. Anhaltsko-Desavského, který se do ní v mládí bláznivě zamiloval. Giselinými rodiči byl méně významný kníže Leopold Anhaltsko-Köthenský a jeho manželka Bedřiška Henrietta Anhaltsko-Bernburská.
Dne 9. listopadu 1769 se vdala za hraběte Šimona Augusta z Lippe-Detmold (12. 6. 1727 Detmold – 1. 5. 1782 tamtéž), vdovce po její sestře Marii Leopoldině. Šimon August byl synem Šimona Jindřicha Adolfa a jeho manželky Jany Vilemíny Nasavsko-Idsteinské. Kazimíra a Simon August spolu měli pouze jedno dítě.
- Kazimír August (9. 10. 1777 – 27. 5. 1809), princ z Lippe-Detmold, svobodný a bezdětný

## Život
V roce 1769 si v Dessau vzala hraběte Šimona Augusta, který byl původně zaslíben Marii Leopoldině. Ta ale v dubnu téhož roku zemřela.
Sama Kazimíra byla společenská žena, která tolerovala i jiná náboženství. Podílela se na řadě administrativních záležitostí a plánovala reformy v Lippe, z nichž některé se jí podařilo realizovat. Měla významný vliv na svého manžela a stala se oporou pro reformátora a kancléře Bernharda Ferdinand Hoffmanna. Kazimíra byla zaměřená především na péči o chudé, zdravotní péči a vzdělání obyvatel. V roce 1775 založila Vlasteneckou společnost, jednu z nejstarších úvěrových institucí v Německu. Společně s Johannem Bernhardem Basedowským a Fridrichem Eberhardem von Rochow plánovala reformy školských systémů a typů výuk. Její další reformy se týkaly nevolnictví a roboty. V jejích reformách měla pokračovat dcera Fridricha Albrechta Anhaltsko-Bernburského, Pavla (1769-1820).
Kazimíra Anhaltsko-Desavská zemřela 8. listopadu 1778 ve věku pouze 29 za neznámých okolností.